# Fekete törpe
A fekete törpe egy feltételezett égitest, egy Nap-méretű csillag fejlődésének végső stádiuma, egy olyan fehér törpe lenne, amely kihűlt, és a kozmikus háttérsugárzásnál alig erősebben sugároz. Egyetlen ilyen objektum sem ismeretes, az elterjedt nézetek szerint ahhoz, hogy egy fehér törpe ilyen mértékben lehűljön, az Univerzum életkoránál nagyobb időnek kellene eltelnie. A leghidegebb fehér törpék hőmérséklete alkalmas az univerzum korának behatárolására.
A minimális kibocsátott sugárzás miatt nagyon nehéz lenne észlelni egy ilyen objektumot, talán gravitációs hatásuk alapján lehetne észlelni őket.
A fekete törpék nem összetévesztendők a barna törpékkel (az 1960-as években a barna törpéket néha fekete törpéknek nevezték).

## Keletkezése
A fehér törpe 9-10 naptömegnél könnyebb fősorozatbeli csillag maradványa, amely a csillag fúzióképes elemeinek elfogyta után marad. Ami fennmarad, az egy sűrű elektronelfajult anyagból álló gömb, ami lassan a hősugárzás révén lehűl, végül fekete törpét eredményezve.